# Kanglung
Kanglung – miasto w Bhutanie, w dystrykcie Traszigang.